# Аніта Траверсі
Аніта Траверсі (італ. Anita Traversi; 25 червня 1937, Джуб'яско, Швейцарія — 25 вересня 1991, Беллінцона, Швейцарія) — швейцарська співачка італійського походження. Представляла Швейцарію на конкурсі пісні «Євробачення» у 1960 та 1964 роках.

## Біографія

### Початок кар'єри
Траверсі народилася 25 червня 1937 року. У 8 років вона почала вивчати спів та фортепіано. Після роботи в друкарні в Беллінцоні, у 1955 році вона була обрана як співачка до складу оркестру «Radiosa of Radio Monteceneri», радіостанції італомовної Швейцарії. Завдяки маестро Маріо Роббіані, наступного року вона отримала рекордну угоду в Італії з лейблом «Jolly». В Італії вона відома тим, що співала разом із «Радарним Квартетом» у рекламі відомої каруселі та дуетом з Адріано Челентано в альбомі «Adriano Celentano con Giulio Libano e la sua orchestra» (1960), у піснях «Piccola» та «Ritorna lo shimmy», та в піснях «Gilly» та «Coccolona», що потрапили до альбому «A New Orleans» (1963).

### «Євробачення»
У 1956 році Траверсі брала участь у швейцарському національному відборі на перший конкурс «Євробачення» з піснею «Bandella ticinese», але не виграла його.
У 1960 році вона перемогла на відборі з піснею «Cielo e terra». На «Євробаченні» вона посіла 8 місце із 5 балами.
Через рік Траверсі знову брала участь у національному відборі з піснями «Finalmente» та «L'ingresso nei sogni».
У 1963 році брала участь вчетверте на відборі з піснями «Komme mit mir», «Voglio vivere» та «La più bella canzone del mondo».
У 1964 році виконані нею дві пісні на відборі, «I miei pensieri» перемогла його. Цього разу Траверсі зайняла 13 (останнє) місце, при цьому набравши жодного бала (разом із представниками ФРН, Португалії та Югославії). Також після її виступу на сцену вийшов невідомий із плакатом «Бойкот Франко та Салазару», який протестував проти участі у концертній програмі представників Іспанії та Португалії, де правили дані диктатори. Незабаром Аніта Траверсі записала німецьку версію пісні під назвою «Ti amo, t'aime, i love you».
У 1967 році вшосте брала участь у національному відборі з піснею «Non pensiamoci più».
У 1976 році востаннє брала участь у відборі з піснями «Arrivederci» та «La giostra gira», посівши 9 та 7 місця відповідно.

### Міжнародний фестиваль пісні у Сопоті
У 1962 році Траверсі представляла Швейцарію на фестивалі пісні у Сопоті з піснями «Una certa sera та Jesienna rozłąka» (пісня польською мовою). Вона була нагороджена Першою премією за найкраще виконання. У 1968 році вона вдруге співала в Сопоті та співала для Швейцарії. Вона виконала польську пісню «Odra rzeka», і цього разу вона була на другому місці після Аннаріти Спіначі (Італія). Під час фестивалю Траверсі виконала пісню «Балалайка», яку публіка зустріла оваціями, вона була однією з фаворитів цього фестивалю. У 1970 році співачка була однією з головних зірок «Золотого Орфея» в Болгарії завдяки чудовому виконанню болгарської пісні «Една българска роза» («Одна болгарська троянда»).

### Смерть
Траверсі померла 25 вересня 1991 року. Причина смерті невідома.

## Дискографія

### Студійні альбоми
- 1970: Anita Traversi (PDU, PLD A 5031)[10]
- 1973: American Golden Hits (PDU, PLD A 5076)

### Сингли
- 1958: Magic moments/Con tutto il cuor (Jolly, J 20038)
- 1958: La pioggia cadrà/Buenas noches mi amor (J 20039)
- 1959: Da te era bello restar/Tu mi fai girar la testa (J 20046)
- 1959: Una marcia in fa/Adorami (J 20049)
- 1959: Donna/Proteggimi (J 20052)
- 1959: T'amerò/Kiss me, kiss me (J 20059)
- 1959: Pagine di sogno/Il mio solo ideale (J 20067)
- 1959: Rossetto sul colletto/Amorcito mio (J 20073)
- 1960: Voglio dormire/Canzoncella italiana (J 20078)
- 1960: Sono ubriaca/Por dos besos (J 20086)
- 1960: Piccola/Ritorna lo shimmy (J 20092) (разом з Адріано Челентано)
- 1960: Cielo e terra/Il mio nome è donna (J 20099)
- 1960: Altalena al chiar di luna/Ciao mare (J 20110)
- 1960: Paper roses/Perché non sono un angelo (J 20116)
- 1960: Ciccillo 'a sentinella/N'importe qui (J 20120)
- 1960: Passione flamenca/Luna napoletana (J 20126)
- 1961: Sailor/Valentino (J 20134)
- 1961: Tutto e nulla/Volevi un bacio (J 20143)
- 1961: Gilly/Coccolona (J 20144) (разом з Адріано Челентано)
- 1962: Vulcano/Canta Canarino (J 20173)
- 1962: One step ahead (Un passo avanti)/One step ahead (J 20179) (разом з «Радарним Квартетом»)
- 1963: Luna d'argento sopra la spiaggia/Chiamami amore (J 20193)
- 1969: Mago della pioggia/Quello sguardo lontano (PDU, PA 1024)
- 1969: Gentleman Rainmaker/You'Re Much Better Off Lonely (PDU, PA 1026)
- 1970: E chissà/Duemila anni (Radio Records, RR 1023)